# Fredrik Rydnemalm
Sven Fredrik Rydnemalm, född den 2 juni 1903 i Landskrona, död den 20 december 1971 i Malmö, var en svensk konstnär och dekorationsmålare. 
Rydnemalm studerade vid en målarskola i Borås och genom självstudier under resor till Frankrike, Spanien och Italien. Hans konst består av porträtt, stilleben och landskapsmålningar från Frankrike och Spanien samt dekorationsmåleri. 
Fredrik Rydnemalm är begraven på Sankt Pauli södra kyrkogård i Malmö.